# 蒲江インターチェンジ
蒲江インターチェンジ（かまえインターチェンジ）は、大分県佐伯市蒲江にある東九州自動車道のインターチェンジである。佐伯IC - 北川IC間が新直轄方式で建設されたため、当ICに料金所は設置されておらず、無料で通行できる。
蒲江IC付近（国道388号沿いの佐伯市森崎グラウンド跡地）には「かまえインターパーク 海べの市」が2015年（平成27年）3月20日にオープンした。

## 歴史
- 2011年（平成23年）2月3日：東九州自動車道新設工事（大分県佐伯市大字上岡から宮崎県延岡市北川町長井まで）ならびにこれに伴う二級河川および市道付替工事について国土交通大臣より土地収用法に基づく事業認定が公示される[4]。
- 2013年（平成25年）2月16日：蒲江IC - 北浦IC間開通に伴い、供用開始[5]。
- 2014年（平成26年）2月8日：佐伯IC - 蒲江IC間の「佐伯トンネル」が貫通[6]。このトンネルは東九州自動車道（北九州 - 宮崎間）の68本のトンネルのうちで最後に貫通したものである。平成元年の最初のトンネル貫通から、このトンネルの開通までには26年かかった[6]。
- 2015年（平成27年）
  - 2月19日：佐伯IC - 蒲江IC間で報道関係者を対象にした現地見学会が開催[7][8]。
  - 3月21日：佐伯IC - 蒲江IC間開通[9][10]。

## 周辺

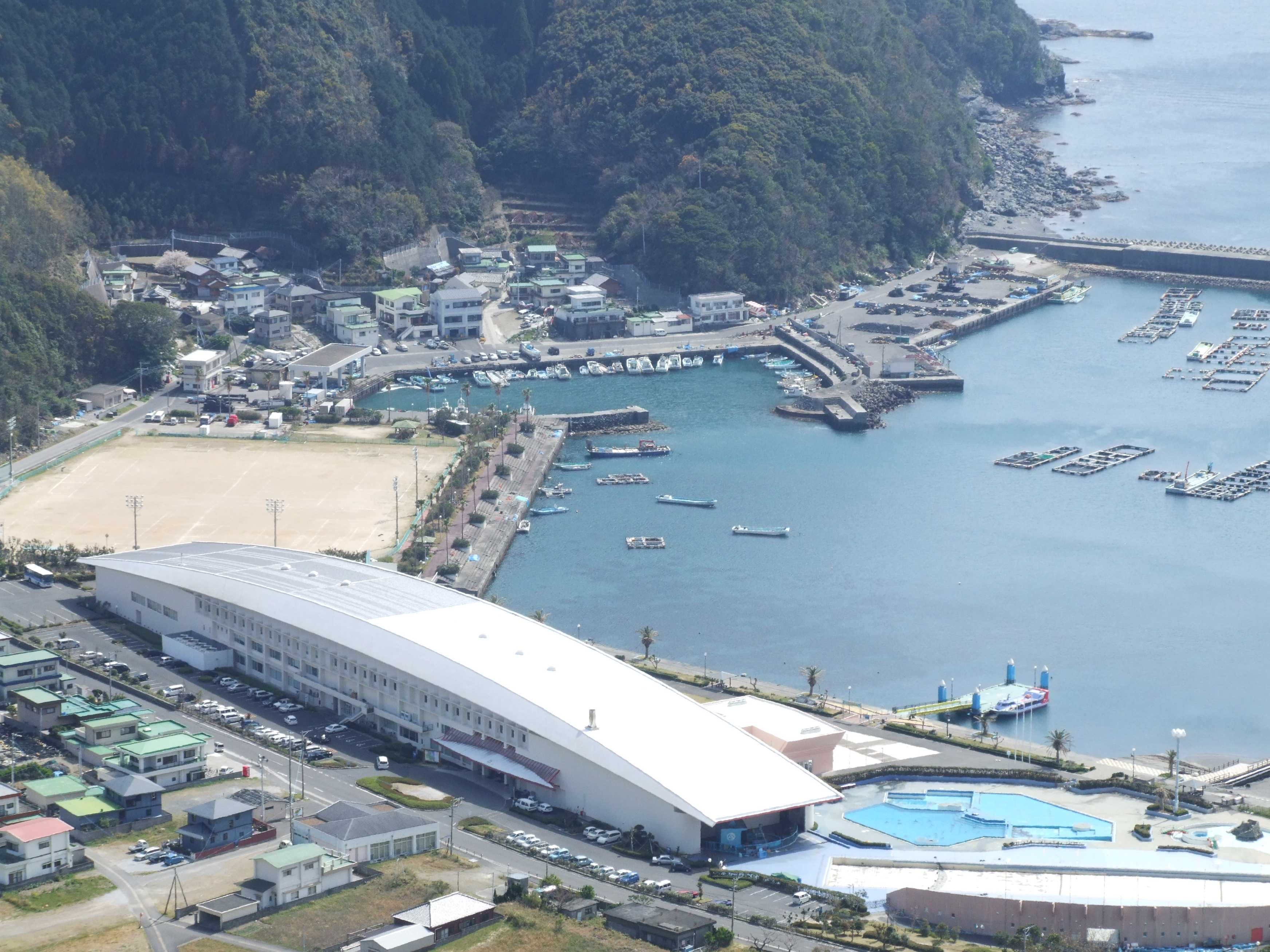
大分県マリンカルチャーセンター

- かまえインターパーク 海べの市 - 当ICから約800 mの位置にあり、SA/PAの役割を担う[3]。
- ローソン蒲江インター店
- 道の駅かまえ
- 佐伯市蒲江振興局 - 旧蒲江町役場
- 大分県マリンカルチャーセンター
- 元猿海岸
- 日豊海岸
- 日豊海岸国定公園

## 接続する道路
- 直接接続
  - 国道388号（小蒲江森崎浦バイパス・小蒲江バイパス）[11][12]

## 料金所
無料区間のため、設置されていない。

## 隣
E10 東九州自動車道
(18) 佐伯IC/TB - (18-1) 佐伯堅田IC - (19) 蒲江IC/かまえインターパーク - (19-1) 蒲江波当津IC - (20) 北浦IC/北浦臨海パーク